# اس‌آرآی اینترنشنال
پژوهشگاه بین‌المللی استنفورد (به انگلیسی: Stanford Research Institute International) یا اس‌آرآی اینترنشنال (مخفف انگلیسی: SRI International) یک مؤسسهٔ پژوهشی در منلو پارک واقع در ایالت کالیفرنیا آمریکا است که در سال ۱۹۴۹ توسط دانشگاه استنفورد بنیان‌گذاشته شد. اس‌آرآی یک مؤسسهٔ غیرانتفاعی می‌باشد که اکنون به‌عنوان یکی از بزرگ‌ترین مؤسسه‌های قراردادی جهان ازنظر مبلغ قراردادها شناخته می‌شود. بر اساس آمار گرفته‌شده در سال ۲۰۱۳، ۶۳ درصد قراردادهای اس‌آرآی با وزارت دفاع آمریکا بوده‌است.

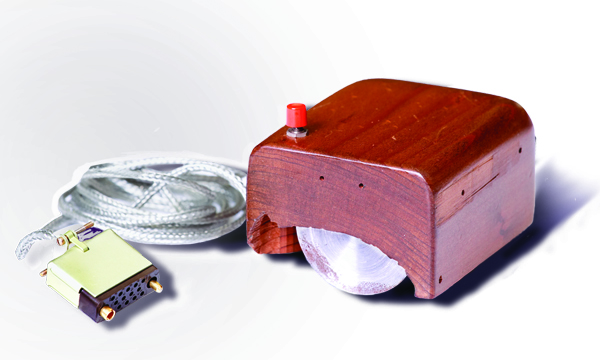
نخستین پیش‌نمونهٔ ماوس رایانه که در اس‌آرآی اینترنشنال توسط بیل اینگلیش توسعه یافت.